# 大都會鐵路

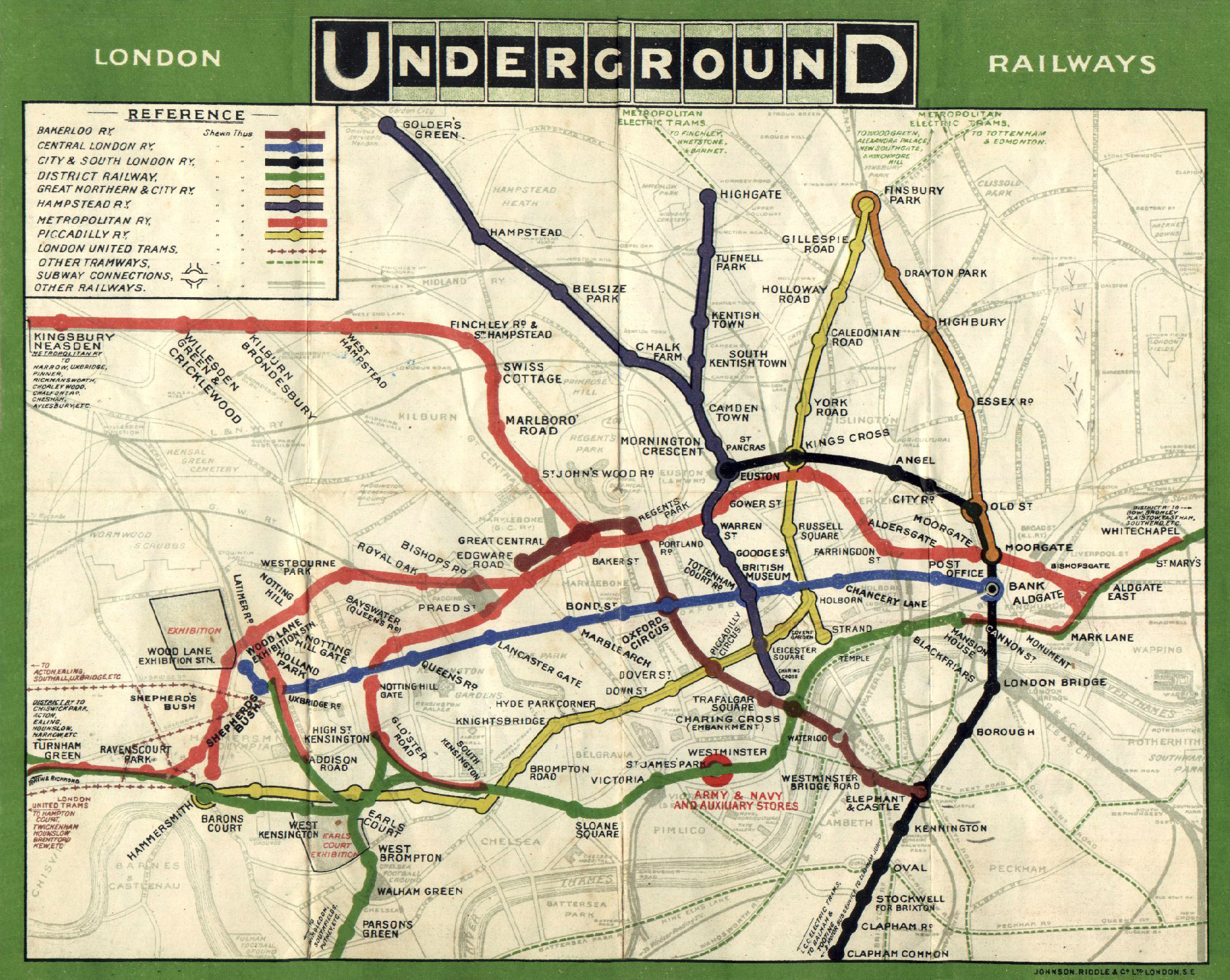
1908年時的倫敦地鐵路線圖，紅色路線是大都會鐵路

大都會鐵路（英語：Metropolitan Railway）是英国倫敦的一条客运、货运铁路，在1863年至1933年之間为伦敦市区提供服务。这条线路于1863年1月10日向公众开放，使用煤气灯照明的木质车厢和蒸汽机车运输乘客，是世界上第一条地下铁路。这条铁路由大都会铁路公司建设和运营，使用明挖回填法在街道下方建造隧道。
1905年，大都會鐵路開始進行電氣化，1907年時，大都會鐵路的大部分路線均已經實現電氣化。大都會鐵路還在其沿線進行了住宅開發。1933年7月1日，大都會鐵路和倫敦地鐵公司及倫敦的路面電車、巴士合併為倫敦客運委員會。至此，大都会铁路成为了伦敦地铁的一部分。
大都会铁路后来成为了伦敦地铁的大都会线，在多年的服务变动后，其线路本身和车站亦由汉默史密斯及城市线、环线、区域线、皮卡迪利线、维多利亚线等线路使用。